# Кангуртский район
Кангуртский район — административно-территориальная единица в составе Таджикской ССР, Кулябского округа и Кулябской области, существовавшая в 1929—1955 годах. Площадь района по данным 1947 года составляла 0,4 тыс. км².
Кангуртский район был образован в составе Кулябского округа Таджикской ССР в 1929 году на базе Кангуртского тюменя Кулябского вилайета. Центром района был назначен кишлак Кангурт.
В 1931 году Кангуртский район перешёл в прямое подчинение Таджикской ССР.
В 1938 году Кангуртский район был отнесён к Кулябскому округу, а 27 октября 1939 года — к Кулябской области.
24 августа 1955 года Кангуртский район был упразднён. 